# サン＝マロ＝アン＝ドンジオワ
サン＝マロ＝アン＝ドンジオワ （Saint-Malo-en-Donziois）は、フランス、ブルゴーニュ＝フランシュ＝コンテ地域圏、ニエーヴル県のコミューン。

## 地理
サン＝マロ＝アン＝ドンジオワは、人口約130人ほどの小さな村であり、国道151号線のすぐそばに位置する。ラ・シャリテ＝シュル＝ロワールとヴァルジーから等距離にある。町の他に、サン＝マロには孤立した集落や住宅地が含まれる。

## 由来
コミューンの名前には以下のつづりが見られた。Sanctus-Macutus（1535年）、Sainct-Mallo-les-Boys（1538年）、そしてフランス革命時代のフォン・リーブル（Fonds libre）である。
村の名前は、1152年からあったと証明されている、最古の教会の名に由来する。教会はセシー＝ル＝ボワにある小修道院に由来していた。
サン＝マロの名前を証明するものとして、2つの仮説が挙げられている。
- 7世紀に存在したブルターニュの聖人、マロ
- 6世紀の殉教者、マロ

## 歴史
- コミューンの名が最初に知られたのは1535年である。
- 17世紀に村の領主であったのは、ロジェ・ド・ビュシー＝ラビュタン（fr、セヴィニエ侯爵夫人のいとこ）である
- 1937年2月1日より、現在のサン＝マロ＝アン＝ドンジオワとなった。

## 人口統計
| 1962年 | 1968年 | 1975年 | 1982年 | 1990年 | 1999年 | 2006年 | 2014年 |
| ------ | ------ | ------ | ------ | ------ | ------ | ------ | ------ |
| 220    | 199    | 154    | 127    | 121    | 115    | 131    | 131    |

参照元:1962年から1999年までは複数コミューンに住所登録をする者の重複分を除いたもの。それ以降は当該コミューンの人口統計によるもの。1999年までEHESS/Cassini、2006年以降INSEE。